# Pietro Ermenegildo Daniele
Pietro Ermenegildo Daniele (Chivasso, 13 ottobre 1875 – Agliano Terme, 6 marzo 1949) è stato un matematico italiano cultore docente di Meccanica razionale, Geometria differenziale e Matematica attuariale.

## Biografia
Fu professore di Meccanica Razionale alle università di Catania, Modena e Reggio Emilia e Pisa. Inoltre si occupò fattivamente di Didattica della matematica.